# Браундел (Тексас)
Браундел (енгл. Browndell) град је у америчкој савезној држави Тексас. По попису становништва из 2010. у њему је живело 197 становника.

## Демографија
Према попису становништва из 2010. у граду је живело 197 становника, што је 22 (10,0%) становника мање него 2000. године.
| Група             | 2000.       | 2010.      |
| Белци             | 84 (38,4%)  | 95 (48,2%) |
| Афроамериканци    | 133 (60,7%) | 89 (45,2%) |
| Азијати           | 0 (0,0%)    | 0 (0,0%)   |
| Хиспаноамериканци | 0 (0,0%)    | 7 (3,6%)   |
| Укупно            | 219         | 197        |